# Finansijski rizik
Finansijski rizik (eng. Financial risk) je bilo koji od različitih tipova rizika povezanih sa finansiranjem, uključujući finansijske transakcije koje podrazumevaju kredite preduzeća sa rizikom neispunjavanja obaveza. Često se podrazumeva da uključuje samo negativan rizik, koji znači potencijal za finansijski gubitak i neizvesnost njegovog obima.
Nauka se razvila oko upravljanja tržišnim i finansijskim rizikom pod opštim nazivom moderne portfolio teorije koju je pokrenuo dr. Heri Markovic (eng. Harry Markowitz) 1952. godine svojim člankom, „Selekcija portfolia" (eng. "Portfolio selection"). U modernoj teoriji portfolia, varijansa (ili standardna devijacija) portfolia se koristi kao definicija rizika.

## Tipovi

### Rizik sa imovinskim pokrićem
Rizik sa imovinskim pokrićem (eng. Asset-backed risk) je rizik kod kojeg će promene imovine koja je uzeta u obzir kao pokriće značajno uticati na vrednost samog pokrića. Rizici uključuju kamatnu stopu, modifikaciju termina i rizik prevremene otplate pozajmice.
Hartija od vrednosti sa imovinskim pokrićem (eng. Asset-backed security) je osigurana gotovinom koja pristiže sa raznih strana. Finansijski, hartije od vrednosti sa imovinskim pokrićem su osigurane studentskim dugovima, lizinzima, kreditima za automobile, dugovima za kreditne kartice i još mnogo čime. Tipično, imovina koja je pokriće za hartije od vrednosti nije likvidna i ne može se stvarno prodati samostalno. Međutim, sekuritizacija (eng. securitization) je proces udruživanja sredstava radi stvaranja garancije koja omogućava vlasniku imovine da ih učini tržišnim. Stvaranje hartija od vrednosti počinje kada zajmodavci prodaju svoje zajmove sa kolateralizacijom velikoj finansijskoj instituciji koja zatim kreira i stavlja kredite u fond. Novčani tok zatim ulazi u fond jer se krediti otplaćuju, dok se gotovinom isplaćuju investitori koji su kupili hartije od vrednosti iz tog fonda.
Podrazumeva mnoge prednosti i za zajmodavce i za investitore. Na primer, dozvoljava zajmodavcima da ostvare profit povećanjem kreditiranja i istovremeno ohrabruje investitore da ulože svoj novac u različita sredstva od kojih će imati koristi. Zajmodavci su u mogućnosti da spajaju slične kredite i da njih prodaju u paketima, dok bi to pojedinačno bilo dosta teže. Hartije od vrednosti sa imovinskim pokrićem su sredstva sa fiksnim prihodima čiji se rizik i povraćaj mogu prilagoditi potrebama različitih investitora.
Nedostaci hartija od vrednosti sa imovinskim pokrićem podrazumevaju da su precenjene u odnosu na druga tržišta na kojima se može trgovati hartijama od vrednosti. Investitori moraju preduzeti visoke mere predostrožnosti pri odabiru pomenutih hartija od vrednosti u koje će ulagati. Takođe, jako su podložne rizicima prevremenog isplaćivanja pozajmica, kamatnim stopama i modifikaciji termina. Na primer, pad kamatnih stopa može dovesti do toga da dužnici refinansiraju
svoje kredite po povoljnijim stopama. Još jedan nedostatak je mogućnost gubitka zajma u slučaju da dužnik podnese zahtev za bankrot.

### Upravljanje kreditnim rizikom
Upravljanje kreditnim rizikom (eng. Credit risk management) je profesija koja se fokusira na smanjenje i sprečavanje gubitaka kroz razumevanje i merenje verovatnoće tih gubitaka. Upravljanje kreditnim rizikom koriste banke, kreditni zajmodavci i druge finansijske institucije za ublažavanje gubitaka koji se prvenstveno povezuju sa neisplaćivanjem kredita. Kreditni rizik nastaje kada postoji mogućnost da dužnik bankrotira ili propusti ratu koja je navedena u ugovoru sklopljenom između finansijske institucije
i dužnika.
Prikupljanje kvalitetnih podataka o klijentima je bitan faktor za upravljanje kreditnim rizikom. Prikupljanje pravih informacija i izgradnja pravih odnosa sa odabranom klijentelom je ključno za strategiju poslovnog rizika. Radi identifikacije potencijalnih problema rizika koji mogu nastati u budućnosti, kritična je analiza finansijskih i nefinansijskih informacija koje se odnose na klijenta. Potrebno je analizirati rizike kao što su poslovni, investicioni i menadžerski. Upravljanje kreditnim rizikom procenjuje finansijske izveštaje kompanije i analizira njeno donošenje odluka kada su u pitanju finanskijski izbori. Osim toga,upravljanje kreditnim rizicima analizira gde i kako će se kredit koristiti i kada se očekuje njegova otplata, kao i razlog zbog kojeg kompanija potražuje kredit.
Očekivani gubitak (eng. Expected Loss) je koncept koji se koristi za upravljenje kreditnim rizikom za merenje prosečne potencijalne stope gubitaka koje preduzeće obračunava u određenom vremenskom periodu. Očekivani kreditni gubitak je formulisan formulom:
Očekivani gubitak = Očekivana izloženost X Očekivani bankrot X Očekivana ozbiljnost
Očekivana izloženost (eng. Expected Exposure) se odnosi na očekivanu izloženost za vreme kreditnog događaja. Neki faktori koji utiču na očekivanu izloženost uključuju očekivane buduće događaje i vrstu kreditne transakcije. Očekivani bankrot (eng. Expected Default) je rizik izračunat za onoliko puta za koliko će dužnik bankrotirati. Očekivana ozbiljnost (eng. Expected Severity) se odnosi na ukupne troškove nastale u slučaju da dođe do neispunjavanja obaveza. Ovaj ukupni gubitak uključuje princip kredita i kamate. Za razliku od očekivanih gubitaka, organizacije moraju da raspolažu kapitalom i za neočekivane gubitke, koji predstavljaju gubitke u kojima će organizacija morati da predvidi prosečnu stopu gubitka. Smatraju se najbitnijim tipom gubitaka, jer predstavljaju nestabilnost i nepredvidivost istinskih gubitaka koji se mogu dogoditi u datom vremenskom okviru.

### Rizik stranih ulaganja
Rizik stranih ulaganja (eng. Foreign investment risk) je rizik brzih i ekstremnih promena vrednosti zbog: manjih tržišta; različitih računovodstvenih, izveštajnih ili revizorskih standarda; nacionalizacije, eksproprijacije ili konfiskatorskog oporezivanja; ekonomskog konflikta; ili političkih ili diplomatskih promena. Takođe, pitanja vrednovanja, likvidnosti i regulatornosti mogu doprineti riziku stranih investicija.

### Devizni rizik
Glavni članak: Devizni rizik
Devizni rizik, poznat i kao rizik deviznog kursa ili valutni rizik (eng. Foreign Exchange Risk, FX Risk, Currency Risk), može nastati prilikom transakcije sa inostranom kompanijom kada je jedna valuta jača od druge, bez obzira na veličinu posla. Sve dok domaća kompanija sarađuje sa nekom inostranom kompanijom, u manjoj ili većoj meri se izlaže deviznom riziku. Postoji nekoliko faktora koji uzrokuju rizik:
1. robne cene,
2. kamatne stope,
3. inflacija i
4. devizni kursevi.

#### Tri glavna tipa deviznog rizika
Prema Šapiru (eng. Shapiro), 2014, postoje tri tipa deviznog rizika:
1. transakcioni rizik,
2. translacioni rizik i
3. ekonomski rizik.

Transakcioni rizik (eng. Transaction risk) predstavlja rizik novčanog toka, odnosno očekivane gubitke koji nastaju prilikom poslovanja u različitoj valuti, kao što je ranije spomenuto. 
Translacioni rizik (eng. Translation risk) nije rizik koji je prouzrokovan različitim jezicima, već bilansom stanja, sredstvima, akcijskim kapitalom i obavezama. Translaciona izloženost riziku naziva se još i računovodstvena izloženost riziku.
Ekonomski rizik (eng. Economic risk) je rizik sa kojim preduzeće mora da se suoči. To mogu biti različite politike, različite regulative između zemalja ili trenutna ekonomska situacija u svetu (npr. Bregzit).
--- Neki ljudi bi pomislili da će devizni rizik prouzrokovati samo problem ili gubitak; međutim, neki zapravo mogu profitirati.---

##### Kako sprečiti
Skoro je nemoguće eliminisati rizik; međutim, kompanija može minimizirati rizik kada posluje sa inostranom kompanijom koristeći dve opcije:
1. pre-hedžing (eng. pre-hedging) i
2. dinamički hedžing (eng. dynamic hedging).

Dinamički hedžing će sprečiti rizik deviznog kursa i omogućiće kompaniji automatsko upravljanje.
Takođe, moguće је izračunati potencijalni gubitak ili kolikom riziku je kompanija izložena gledajući račune. Dovoljno je pogledati u evidenciju i uzеti popis odatle. Pre svega, potrebno je obratiti pažnju na svaku potrošnju novca za inostranu aktivnost. To može biti bilo koji izdatak, kao što je isplata osobe koja radi u inostranstvu ili bilo koja investicija u svetskim obveznicama, fondovima ili akcijama.

### Rizik likvidnosti
Glavni članak: Rizik likvidnosti (eng. Liquidity risk)

Takođe pogledati: Likvidnost
Ovo je rizik gde se data hartija od vrednosti ili sredstva ne mogu dovoljno brzo razmeniti na tržištu kako bi se izbegli gubici (ili stvorio potreban profit). Postoje dva tipa rizika likvidnosti:
- Likvidnost sredstava – Sredstvo se ne može prodati usled nedostatka likvidnosti na tržištu – suštinski, to je podskup tržišnog rizika. Može se obračunati kao:
  - povećanje marže (eng. Bid-offer spread),
  - stvaranja eksplicitnih likvidnih rezervi i
  - produženje perioda posedovanja sredstava zarad izračunavanja vrednosti izložene riziku (eng. VaR – Value at Risk).
- Likvidnost finansiranja – Rizik gde obaveze:
  - ne mogu biti isplaćene pre nego što pristignu,
  - mogu samo biti isplaćene po neekonomičnim cenama i
  - mogu biti specifično imenovane ili sistematične.

### Tržišni rizik
Četiri standardna faktora tržišnog rizika su rizik akcijskog kapitala, rizik kamatne stope, valutni rizik i robni rizik.
Rizik akcijskog kapitala (eng. Equity risk) je rizik da će se cene akcija uopšteno (koje nisu vezane za određenu kompaniju ili državu) ili očekivana promenljivost izmeniti. Prilikom dugoročnog investiranja, akcijski kapital donosi povraćaj koji premašuje stopu povraćaja bez rizika. Razlika između povraćaja i stope bez rizika je poznata kao premija akcijskog kapitala. Investiranje u akcijski kapital podrazumeva da veći rizik donosi veći povraćaj. Hipotetički, investitor će biti nagrađen za veću sklonost ka riziku i tako će imati veći podsticaj da investira u rizičnije akcije. Značajan udeo rizičnijih/profitabilnijih povratnih investicija dolazi sa tržišta u razvoju koja su prepoznatljiva kao promenljiva.
Rizik kamatne stope (eng. Interest rate risk) je rizik da će se kamate ili očekivana promenljivost izmeniti. Promene na tržištu kamatnih stopa i njenih uticaja na mogućnosti banaka dovode do rizika kamatne stope. Rizik kamatne stope može delovati na finansijsku poziciju banke i dovesti do nepoželjnih finansijskih rezultata. Mogućnost promene kamatne stope u bilo kom trenutku može imati i pozitivne i negativne efekte na banke i korisnike. Ukoliko banka izda hipoteku na 30 godina sa kamatom od 4% i kamata poraste na 6%, banke su na gubitku, a korisnici su na dobitku. Ovo je oportunitetni trošak za banku i razlog zašto banke mogu biti pod finansijskim uticajem.
Valutni rizik (eng. Currency risk) je rizik da će se devizni kurs određene valute ili očekivana promenljivost izmeniti, što ima uticaja, na primer, na vrednost sredstava u toj valuti. Fluktuacija valute na tržištu može drastično uticati na internacionalnu vrednost kompanije zato što cena utiče na domaće i strane proizvode, kao i zato što je vrednost strane valute izražena preko sredstva i obaveza. Kada se poveća ili smanji vrednost valute, preduzeće može imati rizik zavisno od toga gde i u kojoj valuti posluje. Fluktuacije na deviznom tržištu mogu imati efekta i na izvoz i na uvoz multinacionalne kompanije. Na primer, ukoliko evro oslabi u odnosu na dolar, američki izvoznici su na gubitku, dok su uvoznici na dobitku. Razlog tome je što je potrebno manje dolara kako bi se kupio jedan evro, pa Sjedinjene Američke Države žele da kupe proizvode, dok države Evropske unije žele da ih prodaju. Tada je neisplativo za države iz Evropske unije da uvoze iz SAD.
Robni rizik (eng. Commodity risk) je rizik da će se cene robe (npr. kukuruza, bakra, sirove nafte) ili očekivana promenljivost izmeniti. Postoji puno varijacija u veličini rizika kod proizvođača i potrošača u cilju zaštite.

### Operativni rizik
Operativni rizik predstavlja rizik sa kojim kompanija ili pojedinac mora da se suoči zbog sopstvenih delatnosti i donetih odluka vezanih za investicije.

### Ostali rizici
- Reputacioni rizik
- Zakonski rizik
- IT rizik

## Diversifikacija
Finansijski rizik, markentinški rizik, pa čak i inflacioni rizik mogu se bar delimično ublažiti oblicima diversifikacije.

Mala je verovatnoća da će prinosi od različitih sredstava ( eng. Asset ) biti u perfektnoj korelaciji, a moguće je da korelacija bude i negativna. Na primer, povećanje cene nafte često će ići u korist kompanije koja je proizvodi, ali će imati negativan uticaj na posao firme kao što je avio kompanija, čiji je varijabilni trošak uglavnom gorivo. Međutim, cene akcija zavise od mnogih faktora, kao na primer, od opšte stabilnosti ekonomije koja će povećati korelaciju i smanjiti doprinos diversifikacije. Ako se napravi portfolio koji sadrži razne vrste kapitala, pokazivaće se isti rizik i karakteristike prinosa kao tržišta u celini, što mnogi investitori vide kao atraktivnu šansu, tako da su razvijeni fond pokazatelji (eng. Index funds) koji ulažu u kapital u srazmernoj težini koju imaju u nekom dobro poznatom pokazatelju, kao što je FTSE.

Međutim, istorija pokazuje da čak i tokom dugih vremenskih perioda postoji širok spektar prinosa koji fond pokazatelja moze imati; on sam po sebi nije „potpuno diversifikovan“. Veća diversifikacija se može postići diversifikacijom kroz vrste sredstava; na primer, portfolio mnogih obveznica i akcija (deonica) može se izgraditi kako bi se suzila disperzija mogućih ishoda portfolia.

Ključni problem u diversifikaciji je korelacija (eng. Correlation) između sredstava, odnosno povećavanje koristi sa nižom korelacijom. Međutim, ovo nije vidljiva količina, s obzirom da se budući prinos na bilo koje sredstvo nikada ne može znati sa potpunom sigurnošću. Ovo je bio ozbiljan problem tokom recesija kasnih 2000-ih kada su sredstva koja su ranije imala male ili čak negativne korelacije iznenada počela da se kreću u istom pravcu, izazivajući veliki finansijski stres za učesnike na tržištu koji su verovali da će ih njihova diversifikacija zaštititi od bilo kog mogućeg tržišnog stanja, uključujući i novčana sredstva koja su eksplicitno postavljena kako bi se izbeglo da budu pogođena na ovaj način.

Diversifikacija može biti rizična. Korelacije se moraju identifikovati i razumeti, i budući da nisu konstantne, može biti potrebno rebalansirati portfolio koji snosi troškove transakcija zbog kupovine i prodaje sredstava. Postoji i rizik da dok investitor ili menadžer fonda vrše diversifikaciju, njihova sposobnost da prate i razumeju sredstva može da opadne, što dovodi do mogućnosti gubitaka usled loših odluka ili nepredviđenih korelacija.

## Hedžing
Hedžing je metod za smanjenje rizika gde se bira kombinacija sredstava kako bi se nadoknadila međusobna kretanja. Na primer, kada investirate u akciju, moguće je kupiti opciju za prodaju te akcije po definisanoj ceni u nekom trenutku u budućnosti. Sada je mnogo manja verovatnoća da će se kombinovani portfolio zaliha i opcija kretati ispod date vrednosti. Kao i kod diversifikacije, postoji rizik, ovaj put u kupovini opcije za koju postoji premija. Derivati se koriste u velikoj meri za ublažavanje mnogih vrsta rizika.

Prema članku sa Investopedije, „hedž“ (eng. Hedge) je investicija osmišljena da smanji rizik suprotnih kretanja cena sredstava. Tipično, „hedž“ se sastoji od zauzimanja kontra pozicije u povezanoj sigurnosti, kao što je budući ugovor.

Prema efinancemanagement.com, u zavisnosti od ovih oblasti, postoje tri vrste HEDŽINGA: terminski (eng. Forward), budući (eng. Future) i na tržištu novca (eng. Money market).

Terminski Ugovor:
Terminski ugovor je nestandardni ugovor za kupovinu ili prodaju osnovnog sredstva između dve nezavisne strane po dogovorenoj ceni i datumu. Uključuje različite ugovore kao što su devizni terminski ugovori za valute, robu itd.

Budući Ugovor:
Budući ugovor je standardizovani ugovor za kupovinu ili prodaju osnovnog sredstava između dve nezavisne strane po dogovorenoj ceni, količini i datumu. Uključuje različite ugovore, kao što su terminski ugovori o zameni, itd.

Tržište Novca:
Trenutno je jedna od glavnih komponenti finansijskog tržišta na kojoj se sprovodi kratkoročno zaduživanje, pozajmljivanje, kupovina i prodaja sa rokom od godinu dana ili manje. Tržište novca uključuje različite ugovore, kao što su pokriveni kapital, novčani i kamatni na tržištu novca, itd.

Po rečima The Balance-a zlato predstavlja hedž ako želite da se zaštitite od efekta inflacije. To je zato što zlato zadržava svoju vrednost kada dolar opadne. Drugim rečima, ako poraste cena većine stvari koje se kupuju, isto će se dogoditi sa cenom zlata. Zlato je privlačno kao hedž kako bi savladalo „pad dolara“ (eng. Dollar collapse). Razlog tome je činjenica da je dolar svetska valuta i ne postoji drugo dobro koje bi moglo da mu bude alternativa. Ako se dogodi „pad dolara“, zlato možda postane nova jedinica svetskog novca. Međutim, mali su izgledi da se to dogodi, jer postoje ograničene količine zlata. Vrednost dolara je pre zasnovana na kreditima, nego na samom novcu. Ipak, do nedavno u svetu je vladao zlatni standard (eng. Gold standard). Što dovodi do zaključka da je većina glavnih valuta bila zasnovana na njihovim vrednostima u zlatu.

## Skraćenice vezane za finansijski/kreditni rizik
ACPM (eng. Active credit portfolio management) - Menadžment aktivnog kreditnog portfolia
EAD (eng. Exposure at default) - Izloženost riziku od neispunjavanja novčanih obaveza
EL (eng. Expected loss) - Očekivani gubitak
LGD (eng. Loss given default) - Gubici usled neispunjavanja novčanih obaveza
PD (eng. Probability of default) - Verovatnoća neispunjavanja novčaih obaveza
KMV (eng. quantitative credit analysis solution developed by credit rating agency Moody's) - Kvantitativna analiza rešenja za kredite koju je razvila kreditna agencija Mudi
VaR (eng. Value at Risk) - Vrednost izložena riziku, uobičajena metodologija procene rizika usled promena na tržištu

## Spoljašnje veze
- Bartram, Söhnke M.; Brown, Gregory W.; Waller, William (2012). „How Important is Financial Risk?”. SSRN Electronic Journal (на језику: енглески). ISSN 1556-5068. doi:10.2139/ssrn.1031910.
- Risk.net - "Upravljanje finansijskim rizikom, novosti i analiza."
- Analitika makro rizika"Patentirana i vlasnička merenja i alati makro rizika za investitore od 1999."
- Elementi upravljanja finansijskim rizikom, drugo izdanje
- Upravljanje kvantitativnim rizikom: praktični vodič do finansijskog rizika
- Razumevanje derivata: tržišta i infrastruktura - Federalna banka rezervi u Čikagu, Grupa finansijskih tržišta